# Sālār Kīā
Sālār Kīā (persiska: سالار كيا) är en ort i Iran.   Den ligger i provinsen Qazvin, i den nordvästra delen av landet, 150 km nordväst om huvudstaden Teheran. Sālār Kīā ligger 842 meter över havet och antalet invånare är 134.
Terrängen runt Sālār Kīā är bergig österut, men västerut är den kuperad. Sālār Kīā ligger nere i en dal.Runt Sālār Kīā är det ganska tätbefolkat, med 108 invånare per kvadratkilometer. Närmaste större samhälle är Rāzmīān, 3,8 km öster om Sālār Kīā. Trakten runt Sālār Kīā består i huvudsak av gräsmarker.